# Radio Elka
Radio ELKA – radio działające na terenie Głogowa, Leszna, Rawicza, Gostynia, Kościana, Góry, od początku listopada 2007 na terenie Lubina, a od stycznia 2015 także na terenie Jarocina. Zostało założone w 1993 roku przez m.in. Romana Tabakę, założyciela telewizji interaktywnej LesznoTV.
Nazwa radia wywodzi się od miejscowości Leszno: Radio „El” - jak „L”.
Główna siedziba rozgłośni mieści się w Lesznie, a studia emisyjne znajdują się w Lesznie (Radio Elka Leszno) i w Głogowie (Radio Elka Zagłębia Miedziowego).

## Najpopularniejsze punkty ramówki Radia Elka

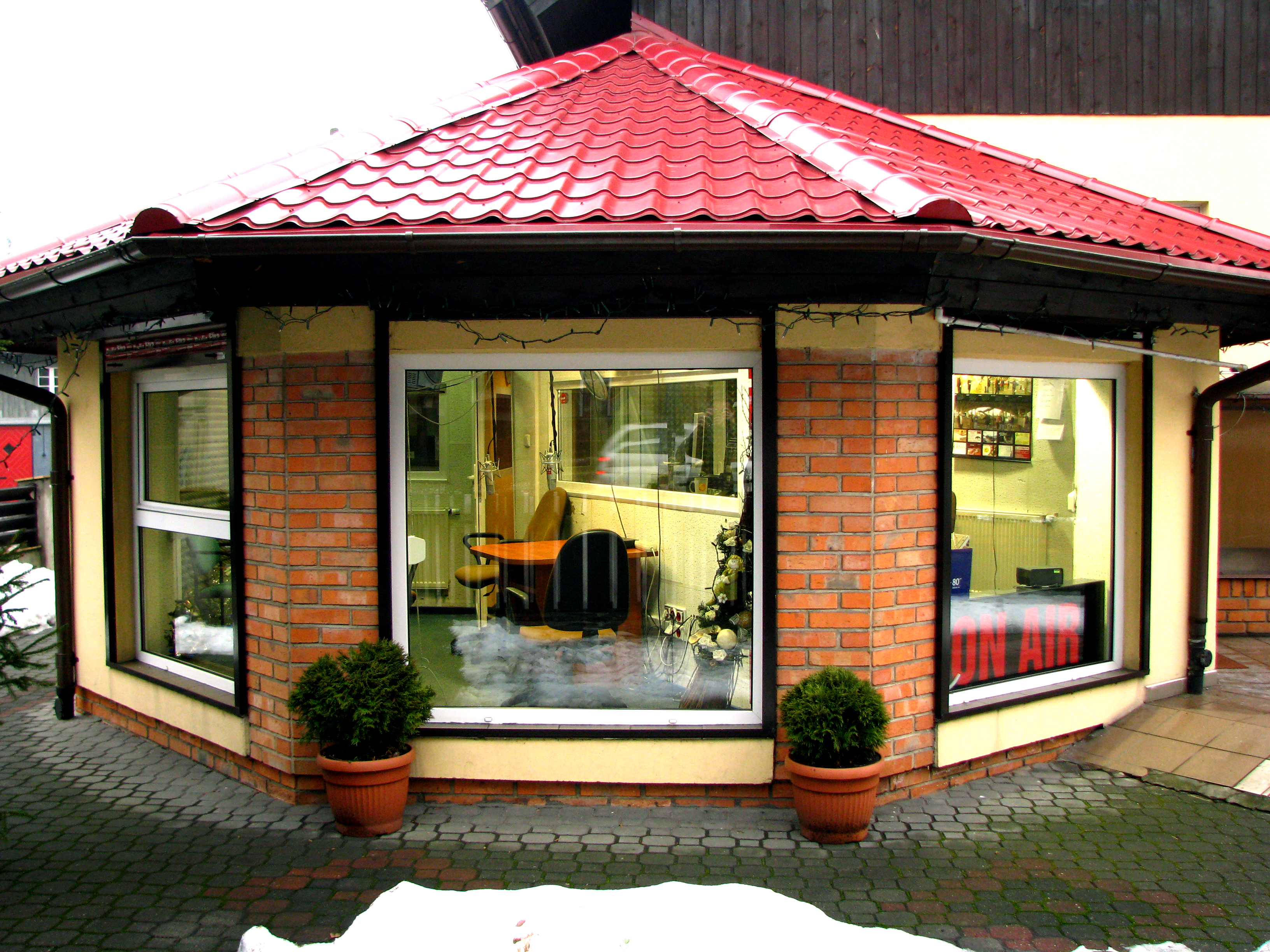
Studio Radia Elka Leszno

- Temat dla reportera (poniedziałek, środa, piątek 9:15)
- Giełda pracy (poniedziałek-piątek 8:15)
- Co tam się dzieje? - radiokonkurs (poniedziałek - piątek 7:15)
- Radio Randka (poniedziałek - piątek 21:00-22:00)
- Magazyn Sportowy (poniedziałek 18:15)
- Depesze i slesze (8:45, 13:45, 16:50, 18:45)
- Konkurs urodzinowo-imieninowy (po godzinie 12:00)
- Kwadrans Katolicki (niedziela 8:15)
- Radio Jarmark (poniedziałek – sobota 10:45, 14:45)
- Made in Polo (środa 20:00)
- Grill z Radiem Elka (od maja do września w weekendy od 18:00 do 22:00)
- Weekend z Radiem Elka (sobota, niedziela od 15:00 do 22:00)

Na antenie Radia ELKA Leszno w sezonie żużlowym podczas meczów wyjazdowych lokalnego klubu Unii Leszno – Michał Konieczny, dziennikarz sportowy Radia ELKA, prowadzi transmisję dla słuchaczy z przebiegu całego spotkania.

## Prowadzący
- Bartosz Skopiński
- Grzegorz Sterna
- Waldemar Kaczmarek (DJ Inox)
- Mariusz Norman
- Katarzyna Prałat-Idzik
- Eryk Woźniak
- Aneta Nowak
- Patrycja Wachońska
- Angelika Surowiec

## Lokalizacje stacji nadawczych

### Odbiór analogowy
| Radio Elka Leszno | Radio Elka Leszno | Radio Elka Leszno | Radio Elka Leszno                        |
| Miejscowość       | Częstotliwość     | Moc ERP nadajnika | Nadajnik                                 |
| ----------------- | ----------------- | ----------------- | ---------------------------------------- |
| Kościan           | 88,00 MHz         | 0,10 kW           | komin nieczynnej Ciepłowni Miejskiej     |
| Gostyń            | 95,9 MHz          | 0,05 kW           | na budynku Spółdzielni Mleczarskiej      |
| Jarocin           | 101,8 MHz         | 1,00 kW           | komin Ciepłowni Miejskiej                |
| Leszno            | 98,5 MHz          | 1,00 kW           | komin kotłowni Zatorze                   |
| Rawicz            | 101,4 MHz         | 0,10 kW           | komin kotłowni Zakładu Usług Komunalnych |
| Wolsztyn          | 99,8 MHz          | 1,00 kW           | Wolsztyńska Fabryka Mebli                |

| Radio Elka Głogów | Radio Elka Głogów | Radio Elka Głogów | Radio Elka Głogów |
| Miejscowość       | Częstotliwość     | Moc ERP nadajnika | Nadajnik          |
| ----------------- | ----------------- | ----------------- | ----------------- |
| Głogów            | 89,6 MHz          | 0,20 kW           | wieża ratuszowa   |
| Polkowice         | 98,3 MHz          | 1,00 kW           | komin EC-2        |

### Odbiór cyfrowy
| Radio Elka Leszno, Radio Elka Głogów | Radio Elka Leszno, Radio Elka Głogów | Radio Elka Leszno, Radio Elka Głogów | Radio Elka Leszno, Radio Elka Głogów | Radio Elka Leszno, Radio Elka Głogów                 |
| Miejscowość                          | Częstotliwość                        | Kanał                                | Moc ERP nadajnika                    | Nadajniki                                            |
| ------------------------------------ | ------------------------------------ | ------------------------------------ | ------------------------------------ | ---------------------------------------------------- |
| Wrocław                              | 216,928 MHz                          | 11A                                  | 2,5 kW                               | Instytut Łączności, Budynek Radia Wrocław, ul. Długa |
| Poznań                               | 178.352 MHz                          | k.5C                                 | 1 kW                                 | Poznań *Komin EC Karolin*                            |